# Shōgōrō

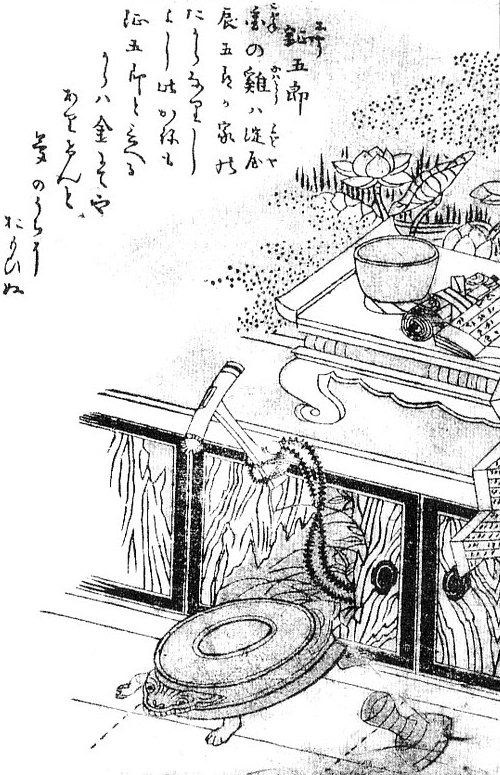
Der Shōgōrō, wie er in Sekiens Gazu Hyakki Tsuretsure Bukuro dargestellt ist.

Der Shōgōrō (鉦五郎; „Ahnengeist-Gong“) ist ein fiktives Wesen der japanischen Folklore aus der Yōkai-Gruppe der Tsukumogami. Er soll zwar etwas aufdringlich und penetrant sein, dem Menschen selbst aber nicht schaden.

## Beschreibung
Der Shōgōrō soll als kleiner, runder und schalenförmiger Gong aus Messing und Gold erscheinen. Er ist meist in den Lagerräumen oder Utensilienkabinetten von Schreinen und Tempeln anzutreffen. Shōgōrō können dann entstehen, wenn sie älter als einhundert Jahre sind und während dieser Zeit exzessiv benutzt wurden. Werden sie nun weggeräumt und ersetzt, ohne rituell „verabschiedet“ und „gereinigt“ worden zu sein, können sie gemäß dem Volksglauben zum Leben erwachen. Nun wachsen vier schaufelartige Beine und ein Kopf mit dehnbarem Nacken unter dem Gong hervor, sodass der Körper dieses Wesens ganz und gar einer metallenen Schildkröte gleicht. Der Shōgōrō soll nun umherkriechen und nach seinem Schlägel suchen. Hat er diesen erst einmal gefunden, gibt es kein Halten mehr. Nun kriecht der Shōgōrō durch die Gemächer und malträtiert das Gehör ahnungsloser Mönche und/oder Mikos mit Geschepper und Gebimmel. Im besten Falle verlässt der Shōgōrō seine ehemalige Wirkungsstätte und krabbelt von dannen. Er wird sich dann einfach mit anderen Tsukumogamis verbünden und sich von ihnen herumtragen und fleißig benutzen lassen.

## Hintergrund
Der Name dieses Yōkais ist ein pfiffiges Wortspiel in Form eines Kofferwortes: ein Shōgō (鉦五) ist ein ritueller Gong, der in shintōistischen Zeremonien und Ritualen zum Einsatz kommt. Das Wort Gōryō (五郎) beschreibt im Shintō-Glauben einen Ahnengeist.
Eine bekannte Abbildung des Shōgorō erscheint in dem Sammelband Gazu Hyakki Tsuretsure Bukuro (画図百鬼徒然袋; 100 Geister im Handgepäck) von Toriyama Sekien aus dem Jahr 1784. Sekiens Zeichnung stellt einen buddhistischen Altar mitsamt Aufstelltischchen für Räucherwerk, Rosenkranz und Opferkelch dar. Davor lauert der Shōgōrō, seinen Schlägel im Anschlag, bereit, jede bevorstehende Zeremonie gebührend mit Lärm zu untermalen. Der Name dieses Tsukumogami ist nicht nur selbst schon ein Kofferwort, es enthält auch einen Seitenhieb auf ein tatsächlich stattgefundenes, historisches Ereignis, das später leicht legendenhaft ausgeschmückt überliefert wurde. Es geht dabei um die schwerreiche, alteingesessene Händlerfamilie der Yodoya, die im 18. Jahrhundert zu den mächtigsten, einflussreichsten Geschäftsfamilien Japans gehörte und ihren Hauptsitz in Osaka hatte. Nachdem der damals noch blutjunge Tatsugorō überraschend die Position des neuen Familienoberhauptes geerbt hatte, begann dessen ohnehin schon hochmütiges Verhalten, ins Unerträgliche auszuarten. Seine Arroganz und Dekadenz kannten keine Grenzen, mit seinen rücksichtslosen Geschäftsmethoden trieb er viele Adelsfamilien in tiefste Schulden. Im Jahr 1705 aber kam es zu einem nicht näher beschriebenen Skandal, der zu einem aufsehenerregenden Prozess am Kaiserhof führte. Das Gerichtsurteil war so hartherzig, wie es der Yodoya-Clan stets selbst gewesen war, und der Familie wurden sämtliche Reichtümer, Gutshöfe und Handelslizenzen weggenommen. Tatsugorō soll einen goldenen Hahn namens Kogane-no-niwatori (黄金の鶏; „Goldgockel“) besessen haben, der ihm aber ebenfalls entrissen wurde. Darüber soll der junge Mann so unglücklich gewesen sein, dass er an gebrochenem Herzen starb und sein Geist in einen goldenen Shōgō fuhr. Das glaubt zumindest Toriyama Sekien.